# Mengzi (Honghe)
Die kreisfreie Stadt Mengzi (蒙自市 Méngzì Shì) gehört zum Verwaltungsgebiet des Autonomen Bezirks Honghe der Hani und Yi im Süden der chinesischen Provinz Yunnan gehört. Die Stadt hat eine Fläche von 2.163 km² und 585.976 Einwohner (Stand: Zensus 2020). Ihr Regierungssitz liegt in der Großgemeinde Wenlan (文澜镇).

## Administrative Gliederung
Auf Gemeindeebene setzt sich die Stadt aus sechs Großgemeinden (davon eine Nationalitätengroßgemeinde) und fünf Gemeinden (davon zwei Nationalitätengemeinden) zusammen. Diese sind:
- Großgemeinde Wenlan 文澜镇
- Großgemeinde Caoba 草坝镇
- Großgemeinde Yuguopu 雨过铺镇
- Großgemeinde Xin’ansuo 新安所镇
- Großgemeinde Zhicun 芷村镇
- Großgemeinde Mingjiu der Miao 鸣鹫苗族镇

- Gemeinde Lengquan 冷泉镇
- Gemeinde Qilubai der Miao 期路白苗族乡
- Gemeinde Laozhai der Miao 老寨苗族乡
- Gemeinde Shuitian 水田乡
- Gemeinde Xibeile 西北勒乡

## Geschichte
Das Alte Zollamt von Mengzi (Mengzi haiguan jiuzhi 蒙自海关旧址) steht seit 2006 auf der Liste der Denkmäler der Volksrepublik China (6-1056).